# Texaco Cup
La Texaco Cup è stata una competizione calcistica cui partecipavano club di Inghilterra, Irlanda e Scozia non qualificati in manifestazioni europee. Le squadre irlandesi vi si ritirarono dopo il 1971-72 per via di pressioni politiche e nel 1973-74 e 1974-75 presero parte ad una Texaco Cup a sé stante. Il torneo era sponsorizzato dal colosso petrolifero statunitense Texaco, che al tempo possedeva e gestiva delle stazioni di servizio nel Regno Unito e nella Repubblica d'Irlanda. 
Nelle prime due stagioni del torneo vi parteciparono sedici club (sei inglesi, sei scozzesi e quattro irlandesi). Per molti di essi l'affluenza allo stadio fu comparabile a quella registrata in occasione delle partite di coppe europee e le società scozzesi incassavano bene contro le rivali inglesi. Tuttavia, dal 1973 in avanti, le compagini dell'Inghilterra dominarono, con le eliminazioni delle squadre scozzesi nei primi turni infatti si formarono ben presto gare completamente inglesi che gli spettatori trovarono poco attraenti e rifuggirono.
Il trofeo si trasformò nella Coppa anglo-scozzese dopo il 1975, in seguito al ritiro della sponsorizzazione da parte della Texaco.

## Vincitori
Nota bene: finali giocate in formato andata-ritorno eccetto nel 1973–74; è stato fornito il risultato aggregato.
| Stagione | Vincitore               | Finaliste           | Risultato aggregato |
| -------- | ----------------------- | ------------------- | ------------------- |
| 1970-71  | Wolverhampton Wanderers | Heart of Midlothian | 3–2                 |
| 1971-72  | Derby County            | Airdrieonians       | 2–1                 |
| 1972-73  | Ipswich Town            | Norwich City        | 4–2                 |
| 1973-74  | Newcastle Utd           | Burnley             | 2–1                 |
| 1974-75  | Newcastle Utd           | Southampton         | 3–1                 |